# ジュネーヴ諸条約第二追加議定書
ジュネーヴ諸条約第二追加議定書（ジュネーヴしょじょうやくだいについかぎていしょ, 英: Protocols Additional to the Geneva Conventions of 12 August 1949, and relating to the Protection of Victims of Non-International Armed Conflicts (Protocol II)）は、1977年6月8日の国連人道法外交会議で採択された議定書である。
1949年のジュネーヴ諸条約に共通する第三条（ジュネーヴ諸条約共通三条）を発展・補完するものである。正式名称は千九百四十九年八月十二日のジュネーヴ諸条約の非国際的な武力紛争の犠牲者の保護に関する追加議定書（議定書Ⅱ）。

## 経緯
19世紀半ば以降、武力紛争の際の傷病者、捕虜等の犠牲者を保護するために種々の条約が作成された。第二次世界大戦後に、それらの条約の集大成としてジュネーヴ諸条約が作成された。その後の内乱等の増加に対応するため、国際的な武力紛争に適用される追加議定書（議定書Ⅰ）と併せて本追加議定書が作成された。第4条の第3項では15歳未満の少年兵の禁止が、第6条の第2項では集団的懲罰の禁止も規定されている。

## 成立
- 1977年6月8日 - 国連人道法外交会議にて採択
- 1977年12月12日 - ベルン（スイス）にて署名のため開放
- 1978年12月7日 - 効力発生

## 加盟
- 署名 - 55カ国
- 批准 - 170カ国（2025年7月1日現在）

### 日本
- 加入 - 2004年8月31日（2004年の159回国会において両院通過）
- 発効 - 2005年2月28日
  - 通過議案名:『千九百四十九年八月十二日のジュネーヴ諸条約の非国際的な武力紛争の犠牲者の保護に関する追加議定書（議定書Ⅱ）の締結について承認を求めるの件』
  - 関連法案名: 武力攻撃事態等における国民の保護のための措置に関する法律案